# Ponte d’Augusto (Narni)
Die Ponte d’Augusto (ital. für „Brücke des Augustus“) ist eine römische Bogenbrücke in der italienischen Stadt Narni, Region Umbrien, die dort den Fluss Nera überspannte. Von den einst vier Bögen der etwa 160 Meter langen Brücke ist heute noch der südlichste Bogen erhalten.
Der rund 30 Meter hoch aufragende Bau war eine der größten von den Römern erbauten Brücken.
Die unter Augustus um 27 v. Chr. aus Travertinblöcken erbaute Brücke war Teil und Engpass der Via Flaminia und wurde über Jahrhunderte von allen Romreisenden passiert.
Der französische Maler Jean-Baptiste Camille Corot (1796–1875) schuf im Jahr 1826 das berühmte Gemälde „Die Augustus-Brücke bei Narni“, das sich heute im Pariser Musée du Louvre befindet.

## Konstruktion und Daten
Rekonstruierte Spannweiten der vier Bögen von Süd nach Nord: 19,41 m; 30,70 m; 19,08 m und 15,80 m, wobei nur der erste Bogen erhalten ist.